# Municipio de Land (Minnesota)
El municipio de Land (en inglés: Land Township) es un municipio ubicado en el condado de Grant en el estado estadounidense de Minnesota. En el año 2010 tenía una población de 261 habitantes y una densidad poblacional de 2,98 personas por km².

## Geografía
El municipio de Land se encuentra ubicado en las coordenadas 45°47′45″N 95°49′51″O / 45.79583, -95.83083. Según la Oficina del Censo de los Estados Unidos, el municipio tiene una superficie total de 87.6 km², de la cual 86,74 km² corresponden a tierra firme y (0,97 %) 0,85 km² es agua.

## Demografía
Según el censo de 2010, había 261 personas residiendo en el municipio de Land. La densidad de población era de 2,98 hab./km². De los 261 habitantes, el municipio de Land estaba compuesto por el 95,4 % blancos, el 0,38 % eran afroamericanos, el 3,45 % eran de otras razas y el 0,77 % eran de una mezcla de razas. Del total de la población el 3,83 % eran hispanos o latinos de cualquier raza.